# Vasjugansumpene
Vasjugansumpene (russisk: Васюганские болота, tr. Vasjuganskie bolota) er det største sumpområde på den nordlige halvkugle. Området er beliggende i det sydvestlige Sibirien i derussiske oblaster Novosibirsk, Omsk og Tomsk oblast mellem floderne Ob og Irtysj. Mod syd går sumpområdet over i Barabasletten.
Vasjugansumpene opstod for knap 10.000 år siden, og har konstant udvidet sig siden. 75% af det nuværende areal kom under vand for mindre end 500 år siden. Området indeholder omkring 800.000 mindre søer og moser.
Området er et vigtig ferskvandsreservoir for regionen, og flere floder, herunder Vasjugan, har sit udspring der. Sumpene er et vigtigt leveområde for mange truede arter, der er under pres, da området tillige huser store reserver af olie og gas, der udvindes i området.
Områdets har fastlandsklima eller taiga med lange kolde vintre og korte varme somre.

## Eksterne henvendelser
- Beskrivelse på Whc.unesco.org

57°34′N 75°39′Ø / 57.57°N 75.65°Ø